# 올리버 웬들 홈스

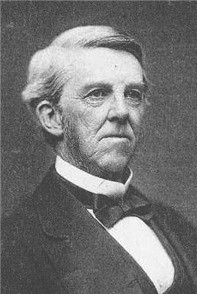
올리버 웬들 홈스

올리버 웬들 홈스(Oliver Wendell Holmes, 1809년 8월 29일 ~ 1894년 10월 7일)는 미국의 의사, 시인, 수필가, 평론가이다. 뉴잉글랜드의 명문가 출신으로 다방면에 걸쳐 활동하여 각분야에서 뛰어난 명성을 떨쳤고 문단에서는 중심적 인물의 한 사람이었다. 1829년에 하버드 대학교 학부를 졸업했고 하버드 메디컬 스쿨로 진학하여 1836년에 M.D.(의학박사) 학위를 취득하였다. 기지가 풍부한 《아침 밥상의 독재자》,《아침 밥상의 교수》,《아침 밥상의 시인》등이 유명하다. 그의 작품은 "변명은 특히 이기주의를 뒤집은 것" "남자는 마음먹은 것을 주장하고, 여자는 마음먹은 것을 행한다" 등의 경구로 차 있다.